# Bengt Andersson (fotbollsspelare född 1958)
Ej att förväxla med målvakten Bengt Andersson, som spelade för Gais juniorlag 1979–1984.
Bengt Lennart Andersson, född 18 mars 1958, är en svensk före detta fotbollsspelare (försvarare) som representerade Gais åren 1977–1983.
Andersson var en pålitlig back som kom till Gais från Askims IK 1977. Han spelade säsongen 1977 en match (inga mål) i division II södra för Gais, och var även säsongen därpå mestadels reserv. Han spelade dock fler och fler matcher för varje säsong och blev så småningom lagkapten i Gais. Sammanlagt blev det 91 matcher (8 mål) för Andersson i Gais. Han lämnade Gais efter en konflikt med tränaren Bosse Falk. År 1983 hyrdes han ut till IF Warta, och 1984 flyttade han vidare till Norrby IF, något som ledde till en rättstvist mellan Gais och Warta om vem som hade rätt att sälja honom vidare.